# Numenes insignis
Numenes insignis är en fjärilsart som beskrevs av Moore 1859. Numenes insignis ingår i släktet Numenes och familjen tofsspinnare. Inga underarter finns listade i Catalogue of Life.